# Lijst van Romeinse goden
Dit is een lijst van Romeinse goden.

## Belangrijkste goden
- Apollo, god van de muziek, kunst, waarzeggerij en de 9 Muzen
- Bacchus, god van wijn en dronkenschap
- Bellona, godin van de krijgskunst
- Ceres, godin van de oogst en aarde
- Diana, godin van de jacht en de Maan
- Janus, god van begin en einde openen en sluiten
- Juno, godin van het huwelijk en oppergodin
- Jupiter, oppergod; heerst over de hemel
- Mars, god van de oorlog
- Mercurius, god van handel en dieven en van de snelheid
- Minerva, godin van de opleidingen, wetenschap, maagdelijkheid, verstand, vindingrijkheid en wijsheid
- Mithras, god van het licht
- Neptunus, god van de zee en de paarden
- Ops, de god van Saturnus
- Pluto, god van de onderwereld
- Quirinus, god van de vruchtbaarheid en curiae (bestuurslaag)
- Venus, godin van de liefde en schoonheid
- Vesta, godin van het haardvuur
- Vulcanus, god van het vuur en het smeden

## Overige goden
- Aponus, godheid van de warmwaterbronnen nabij Padua
- Carmenta, godin van waarzeggerij en geboorte
- Cloacina, godin van de Cloaca Maxima (de belangrijkste riolering van Rome)
- Cupido, god van de liefde, ook wel 'Amor'
- Priapus, beschermer van het vee, het mannelijk lichaamsdeel en vruchtbaarheid
- Terminus, god van de grenzen
- Vertumnus, god van de herfst
- Penates, huisgoden
- Flora, godin van de lente en de bloemen
- Laren, huisgoden

## Godentriades

### Indo-Europese godentrias
Jupiter - Mars - Quirinus

### Etruskische godentrias
Jupiter - Juno - Minerva

## Gepersonifieerde concepten
- Fides
- Fortuna
- Libertas
- Spes